# Illapel (kommun)
Illapel är en kommun i Chile.   Den ligger i provinsen Provincia de Choapa och regionen Región de Coquimbo, i den centrala delen av landet, 210 km norr om huvudstaden Santiago de Chile.
Omgivningarna runt Illapel är i huvudsak ett öppet busklandskap. Runt Illapel är det glesbefolkat, med 11 invånare per kvadratkilometer.